# チューリッヒ日本人学校

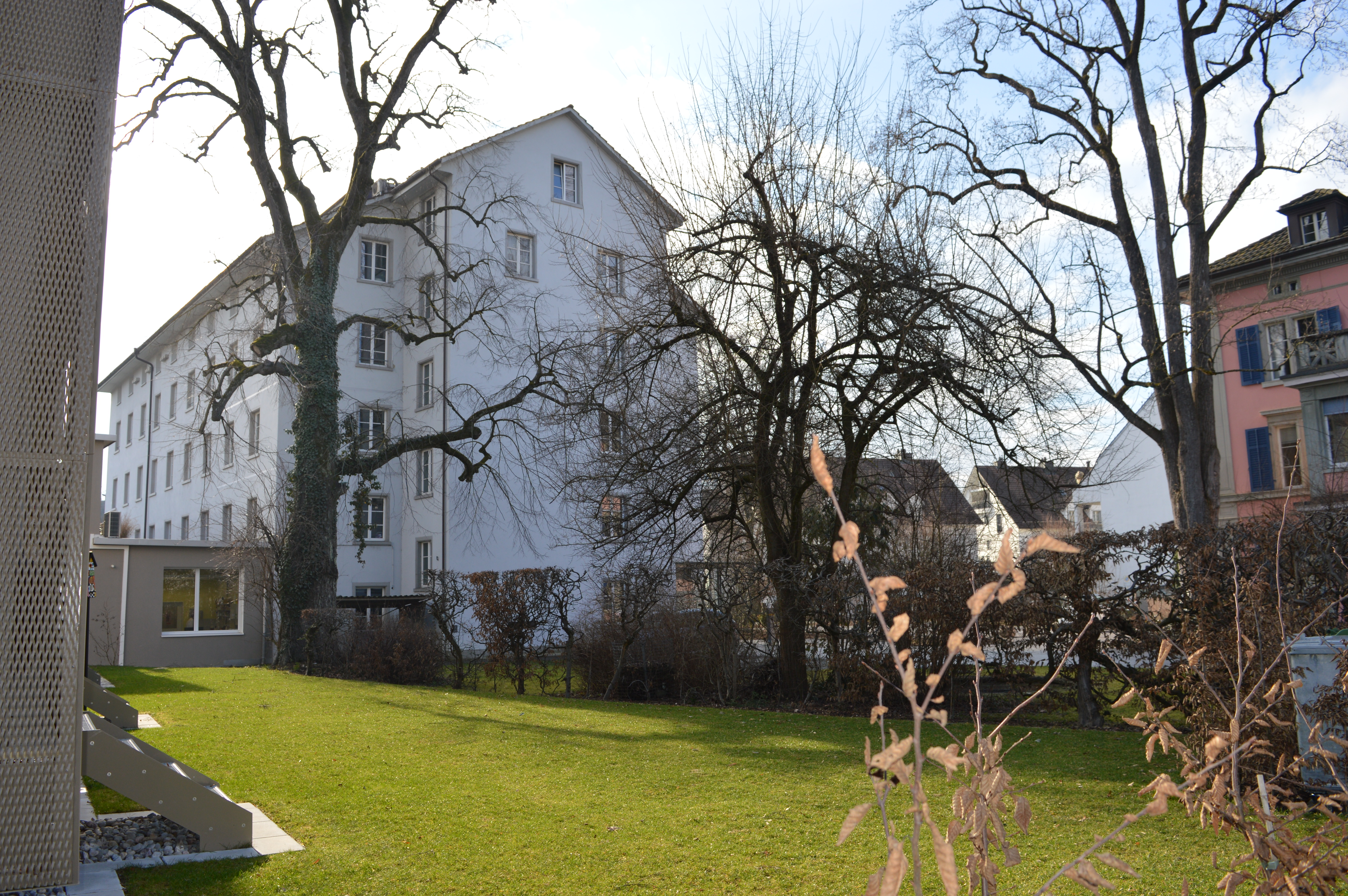
チューリッヒ日本人学校

チューリッヒ日本人学校（チューリッヒにほんじんがっこう、英: Japanese School in Zurich、独: japanischen Schule in Zürich）は、スイスのチューリッヒ州ウスターにあるインターナショナルスクールである。 

## 概要
全日校と補習校からなり、法人チューリッヒ日本人学校運営委員会のもと運営されている。全日校（チューリッヒ日本人学校・全日校）は日本の文部科学省から認定を受けており、チューリッヒ州当局からもインターナショナルスクール私立学校として認可を受けている。